# مأوى كرو-مانيون الصخري

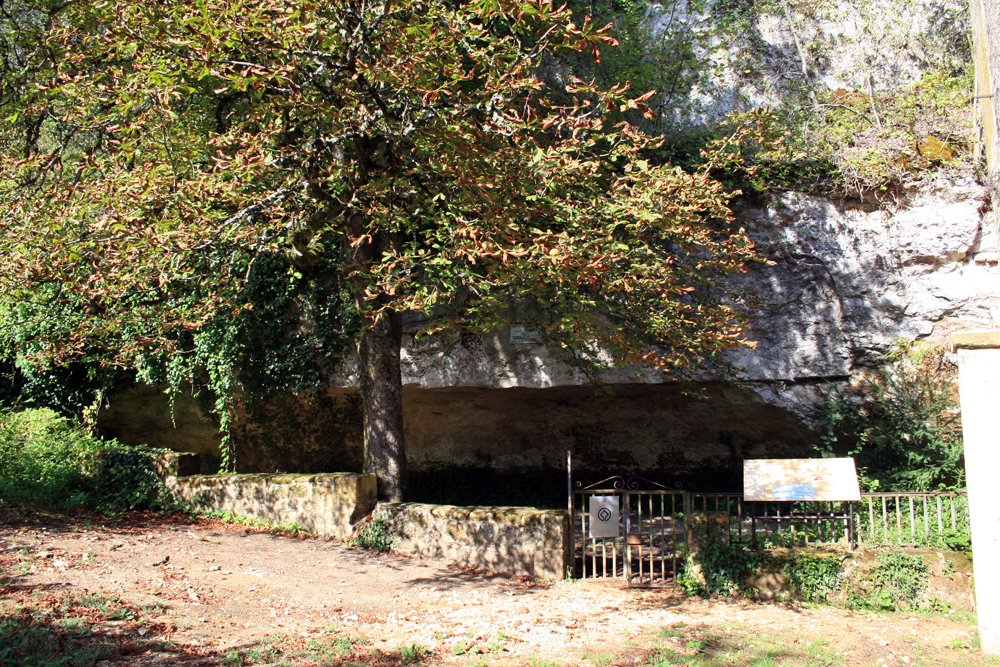
مأوى كرو-مانيون الصخري.

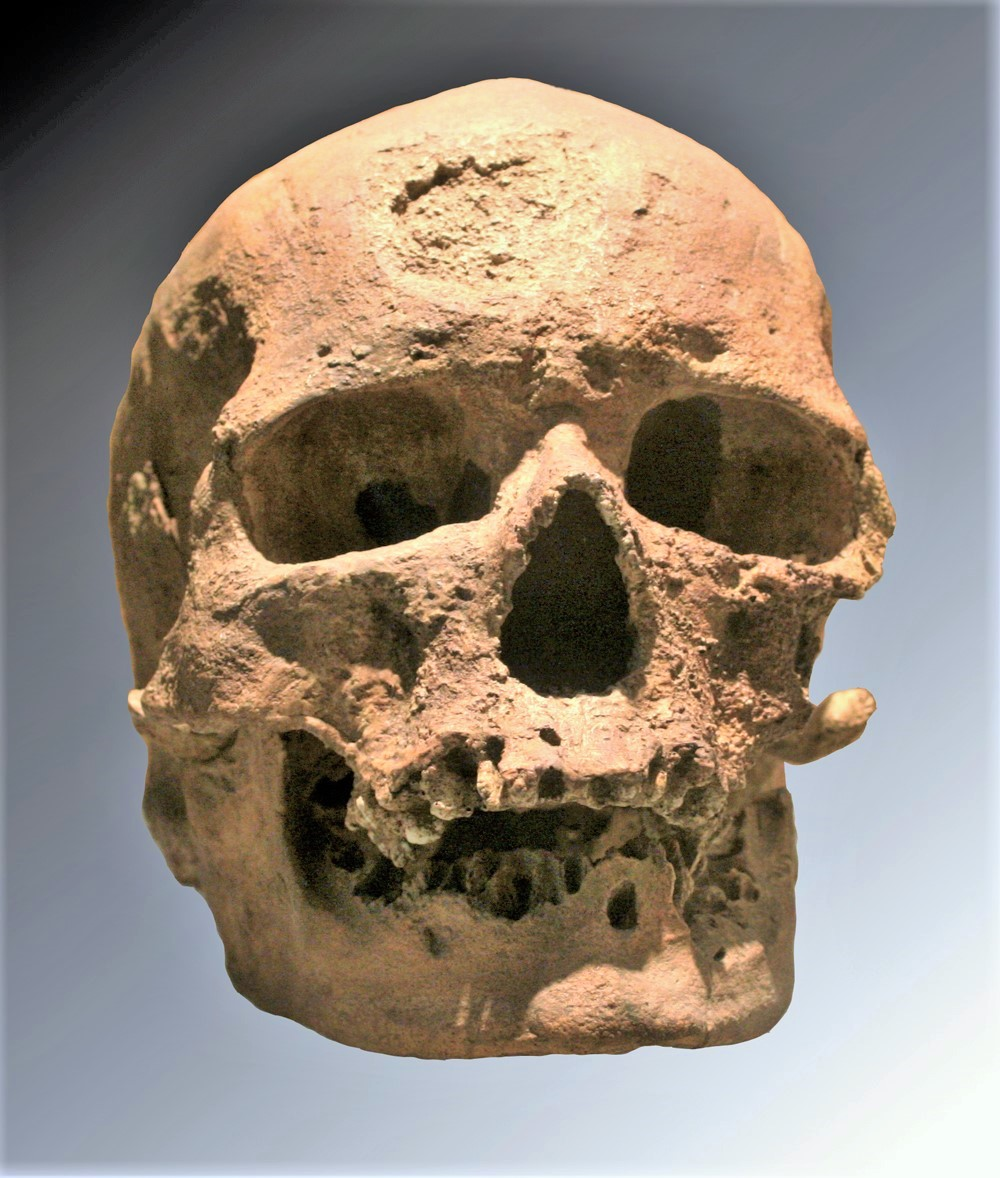
كرو-مانيون (متحف الإنسان بباريس).

مأوى كرو-مانيون الصخري (بالإنجليزية: Cro-Magnon rock shelter)  هو موقع أورينياسي (العصر الحجري القديم العلوي)، يقع في مأوى صخري في «ليه إيزيه» في دوردونيي في الجنوب الغربي من فرنسا. هذا الموقع هو واحدة من مناطق التراث الرفيع لليونيسكو للمواقع ما قبل التاريخية والكهوف المزينة لوادي فيزيري.
الجدير بالملاحظة، أن هذا الموقع هو مكان اكتشاف بقايا البشر المعاصرين تشريحيا، الذين دفنوا في هذا الموقع، ويعود تاريخه إلى 28 ألف سنة مضت.

## البقايا البشرية
وجد العامل عظام حيوانات وأدوات القداحة وجماجم بشرية في المأوى الصخري. دُعي عالم الجيولوجيا لويس لارتيت من أجل التنقيب، ووجد هياكل عظمية جزئية وأربعة بالغين من قبل التاريخ وطفل واحد، علاوة على المحار المثقوب الذي كان يُستخدم في الزينة، وأداة مصنوعة من العاج، وقرون حيوان الرنة.
تعرفنا على هؤلاء الأناسي من كرو-مانيون كعرق إنساني من ما قبل التاريخ في أوروبا، ومتميز عن إنسان نياندرتال، الذي وصف بعدها ببضع سنين على يد ويليام كينغ بناءً على حفرية نياندرتال 1 المكتشفة في ألمانيا عام 1856. اقترح لارتيت اسم النوع الفرعي هومو سابينس فوسيليس أو الإنسان العاقل الأحفوري في عام 1869. استُخدم مصطلح «إنسان كرو-مانيون» بالمعنى العام لوصف أقدم إنسان حديث في أوروبا. وقبل سبعينات القرن الماضي، أطلق المصطلح على أي إنسان حديث مكتشف في أي مكان، كما هو الحال مع بقايا جبل القفزة في إسرائيل والعديد من الهنود البدائيين في الأمريكتين. لازال مصطلح «كرو-مانيون» مستخدمًا، ولكنه حُدَّ منذ نهاية تسعينات القرن الماضي لوصف الإنسان الحديث الأول الأوروبي.
كرو-مانيون 1 يتكون من جمجمة وهيكل عظمي جزئي يخصان فرد ذكر، عمره 40 عام تقريبًا. يرجع تاريخه إلى 27,680 ± 270 قبل الحاضر. يقدَّر تجويف الجمجمة بـ1600 سم3. تقدَّر سعة جمجمة إنسان بالغ من البشر المعاصرين تشريحيا بين 1200 و1700 سم3.
كرو-مانيون 2 هي جمجمة أنثى محفوظة جزئيًّا بتشابهات وجهية مع ملاديك 2.
كرو-مانيون 3 هي جمجمة جزئية لذكر بالغ.
يُظن أن البقايا تمثل بالغين ماتوا في سن متقدم، ونُقلوا إلى هذا الموقع، مع قطع من المحار وأسنان الحيوانات وما يظهر أنه نوع من القلادات، في دفن قصدي واضح. يقترح حضور القلائد والأدوات مفهوم المرفقات الجنائزية.
أظهر تحليل أمراض الهيكل العظمي أن البشر الذين عاشوا في تلك الفترة عاشوا في حياة صعبة نسبيًّا. فعلاوة على العدوى، ظهر العديد من الأفراد بفقرات عنقية ملتحمة، مما يرشح احتمالية الإصابة الجسدية، كما ظهر أن الأنثى البالغة التي اكتشفت في المأوى نجت من كسور في الجمجمة. نظرًا لأن هذه الإصابات خطيرة حتى اليوم، يُظهر ذلك أن بشر كرو-مانيون اعتمدوا على الدعم الاجتماعية والعناية بجراح كل منهم. عانى كرو-مانيون 1 من مرض وراثيّ، من ورم عصبي ليفي من النوع الأول، والذي أدى إلى تكوين تكيسات كبيرة أو أورام في وجهه، تتضح في المنخفضات في العظم الجبهي والحواجب وعظم الخد.
بالمقارنة مع النياندرتال، تُظهر الهياكل العظمية نفس الجبهة العالية، والوضع المستقيم والهيكل العظمي النحيل مثل الإنسان الحديث. كانت العينات الأخرى من الموقع هي: أنثى، كرو-مانيون 2، بقايا ذكور، كرو-مانيون 3.